# Helluapterus niger
Helluapterus niger Sloane, 1914 è un  coleottero della famiglia Carabidae (sottofamiglia Anthiinae), diffuso in Australia. È l'unica specie del genere Helluapterus.